# Aanraakscherm

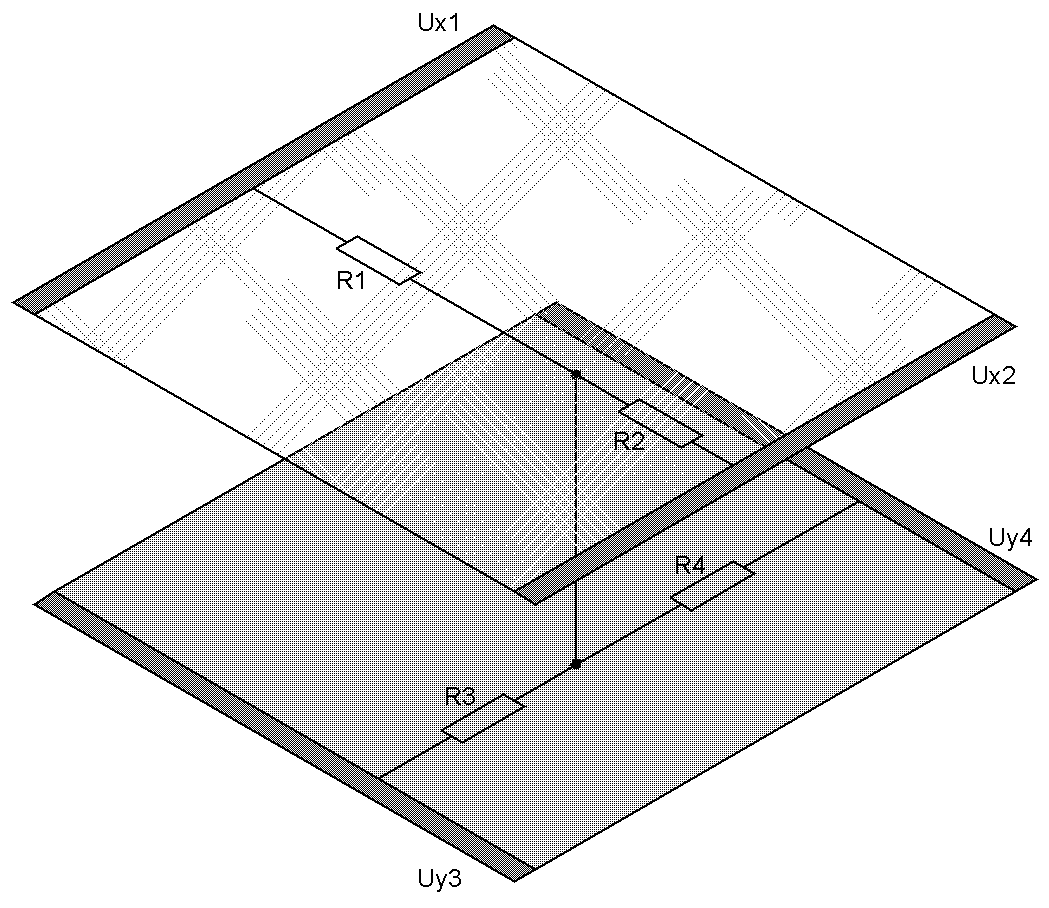
Werking van een resistief aanraakscherm

Een aanraakscherm (ook wel touchscreen genoemd) is een beeldscherm dat ook als invoerapparaat voor een computer (zoals een pc, smartphone of tablet) of embedded system kan worden gebruikt door het scherm aan te raken met een vinger of een speciale pen. Het allereerste aanraakscherm werd in de jaren 70 ontwikkeld in CERN omdat de machines te complex werden met de vele knoppen die nodig waren voor de verschillende functies.

## Werking
Afgezien van de specifieke techniek van het scherm is voor het interpreteren van de aanraking software nodig. Deze is complexer dan het stuurprogramma voor een toetsenbord. Zo moeten:
- toevallige aanrakingen worden weggefilterd,
- het aangeraakte gebied, dat sterk in grootte kan variëren, vergeleken worden met de virtuele toetsen,
- korte onderbrekingen in de aanraking moeten geduid worden als toeval dan wel als "dubbeltik"
- et cetera.

## Voordelen van touchtechnologie
Er is geen aanwijsapparaat of toetsenbord nodig. Ook als er wel een toetsenbord aanwezig is dan is de koppeling tussen een plaats op het scherm die men aanraakt en dezelfde plaats op het scherm die een optie aangeeft directer dan een aanwijzing zoals "voor X toets Y".
Vergeleken met een toetsenbord specifiek voor een bepaalde toepassing (met toetsen voor opties) is het softwarematig aangeven van opties flexibeler, en kunnen er meer opties worden ingebouwd (vergelijk voor een kaartautomaat voor treinkaartjes het hebben van een toets per station, met het oproepen van stationsnamen op het scherm).
Ook het scrollen van teksten en plattegronden door een vinger over het scherm te bewegen is een intuïtieve handeling die lijkt op het verschuiven van een vel papier. Vaak is daarbij ingebouwd dat als men de vinger van het scherm haalt inertie en wrijving gesimuleerd worden: het scrollen gaat nog even door, maar komt geleidelijk tot stilstand.

## Beperkingen
Het invoeren van teksten via het scherm is langzamer dan met een echt toetsenbord. Vooral voor iemand die ervaring heeft met een toetsenbord, is het verschil groot.
Het stuurprogramma heeft tijd nodig om de aanrakingen te interpreteren, het in de gaten houden dat men niet te snel gaat vraagt veel concentratie van de gebruiker.
Een ander probleem is dat de vingers van de gebruiker vaak dikker zijn dan de knoppen op het aanraakscherm, zodat het lastig is precies op de juiste knop te tikken.

## Toepassingen
Het aanraakscherm wordt vaak toegepast op smartphones, tablet-pc's, navigatiesystemen en andere apparaten waar ruimte beperkt is, maar wordt ook gebruikt op grotere schermen.
Het aanraakscherm wordt ook toegepast in bijvoorbeeld kaartautomaten en in kassa's van cafés en cafetaria's. Het aanraakscherm is in deze toepassingen praktischer dan bij bijvoorbeeld een supermarkt, waar het assortiment groter is.
Een ander voorbeeld is de toepassing van het aanraakscherm in een museum om afbeeldingen op te roepen van kunstwerken, objecten, foto’s of andere materialen.
Aanraakschermen worden ook gebruikt bij de theorie-examens van het CBR. Kandidaten beantwoorden hierbij de vragen door de antwoorden aan te raken op het scherm en krijgen via dit scherm meteen na afloop hun uitslag te zien.
Een van de eerste plaatsen waar in Nederland op grote schaal aanraakschermen werden ingevoerd, was in het midden van de jaren 80 in de vernieuwde Bibliotheek Rotterdam. De schermen kwamen in de plaats van de papieren catalogus en de schermen gaven een monochroom, groen beeld.

## Techniek
Er zijn verschillende technieken:
1. Capacitief: door de nabijheid van een vinger treedt een verandering van de capaciteit op.
2. Surface Acoustic Wave: onderbreking van geluidsgolven veroorzaakt een "touch". Nadeel: deze schermen zijn lastig waterdicht te krijgen.
3. Optisch: onderbreking van infrarode lichtstralen veroorzaakt een "touch".
4. Resistief: weerstandstechniek, is met meerdere voorwerpen te bedienen.
5. andere methoden gebruiken de mechanische energie (dispersive signal technology), de vervorming van het paneel, het optische beeld van de vinger of het piëzo-elektrische effect.

Bij de eerste drie technieken hoeft het scherm, strikt genomen, niet aangeraakt te worden, maar is een bijna-aanraking voldoende.